# گلکاپرویر
گلکاپرویر (انگلیسی: Glecaprevir) یک داروی مهارکننده پروتئاز پروتئین غیرساختاری (NS) ویروس هپاتیت ث (HCV) 3/4A است که به‌طور مشترک توسط شرکت اب‌وی و Enanta Pharmaceuticals شناسایی شده‌است. این دارو به عنوان درمان عفونت مزمن هپاتیت ث در فرمول مشترک با یک مهارکننده HCV NS5A پیبرن‌تاسویر ساخته شده‌است. آنها با هم فعالیت ضد ویروسی قوی را در برابر ژنوتیپ‌های اصلی HCV و موانع بالای مقاومت در شرایط آزمایشگاهی نشان دادند.
در ۱۹ دسامبر ۲۰۱۶ میلادی، اب‌وی یک درخواست دارویی جدید برای رژیم گلکاپرویر/پیبرن‌تاسویر (نام تجاری Mavyret) برای درمان همه ژنوتیپ‌های اصلی (۱ تا ۶) هپاتیت ث مزمن به سازمان غذا و داروی ایالات متحده ارائه کرد. در ۳ اوت ۲۰۱۷ FDA این ترکیب را برای درمان هپاتیت ث تأیید کرد. در اروپا، در ۱۷ اوت ۲۰۱۷ برای همان نشانه، با نام تجاری Maviret تأیید شد.